# Legea lui Hooke
În mecanică, legea lui Hooke se referă la deformarea materialelor elastice supuse acțiunii forțelor.
A fost descoperită de fizicianul englez Robert Hooke și arată că alungirea unui resort este proporțională cu modulul forței care determină deformarea, cu condiția ca această forță să nu depășească limitele de elasticitate.

## Cazul resortului elastic
În cel mai simplu caz, al mediului elastic unidimensional:
{\displaystyle \mathbf {F} =-k\mathbf {x} ,}
unde
x este modulul vectorului deplasare, orientat de la poziția de echilibru a capătului resortului către poziția sa finală;
F este forța elastică exercitată de material;
k este constanta elastică a resortului.
Energia de deformare este:
{\displaystyle U_{k}={\frac {1}{2}}kx^{2}}
Dacă notăm cu ε alungirea relativă
{\displaystyle \varepsilon ={\frac {l-l_{0}}{l_{0}}}}
și notăm cu σ raportul (care are dimensiunea unei presiuni și se numește "efort unitar"):
{\displaystyle \sigma ={\frac {F}{S}}}
atunci legea lui Hooke are forma:
{\displaystyle \sigma =E\cdot \varepsilon }.
unde E este modulul lui Young.